# 楊學禮
楊學禮（1474年—？），字立夫，山東濟南府武定州人，民籍，明朝政治人物。

## 生平
弘治八年（1495年）乙卯科山東鄉試第五十八名舉人。弘治九年（1496年）聯捷丙辰科會試第三十三名，二甲第八十九名進士。歷戶部員外郎，正德五年（1510年）七月陞山西布政使司右參議。

## 家族
曾祖楊景遒；祖父楊雄；父楊，母張氏；繼母崔氏。重庆下。兄楊學易。